# کانال اس

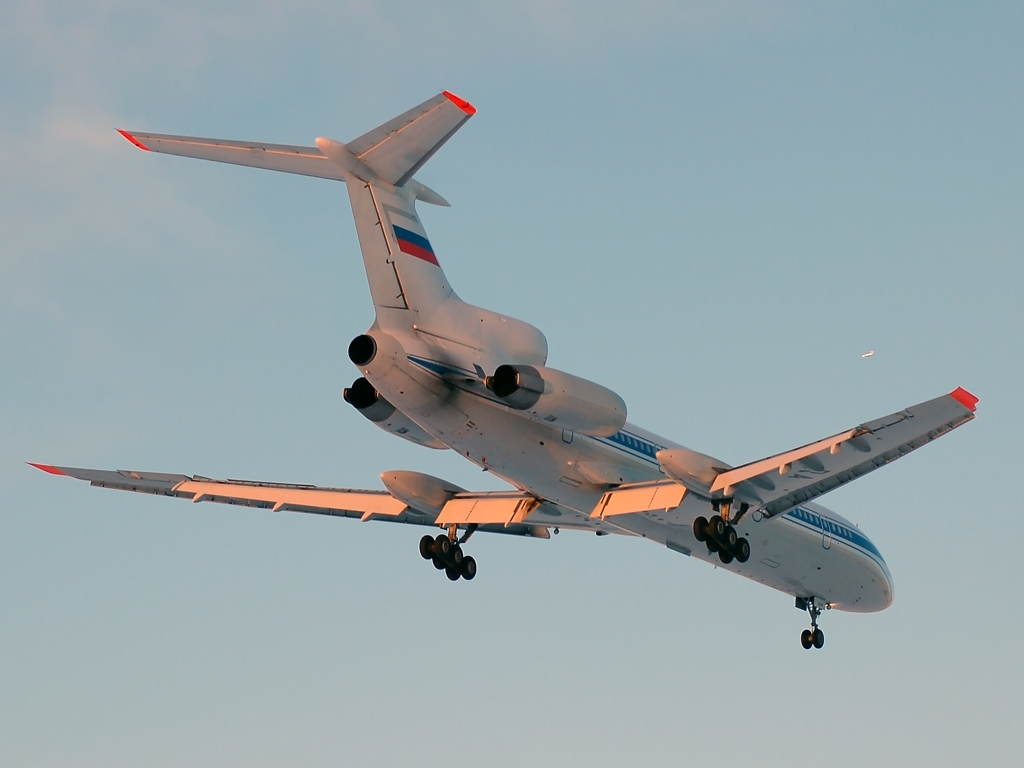
موتور مرکزی توپولوف ۱۵۴ از طریق کانال اس تغذیه می‌شود.

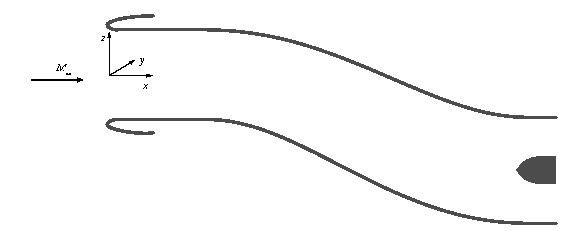
هندسه کانال S

کانال اِس (به انگلیسی: S-duct) (یا ورودی سرپنتین شکل) یک نوع مدخل موتور جت است که در چندین نوع از هواپیماهای جت سه‌موتوره استفاده می‌شود. در این پیکربندی، ورودی در مرکز عقب هواپیما، بالا یا پایین‌تر از تثبیت‌کننده قرار گرفته، در حالی که اگزوز و موتور در پشت هواپیما قرار دارند. کانال S در دم هواپیما واقع است. شکل کانال S مشخص و به راحتی قابل تشخیص است و در چندین هواپیما استفاده شده است. از جمله هواپیماهای هاوکر سیدلی تریدنت که از سال ۱۹۶۲ تولید شدند. در حال حاضر، داسو فالکون ۷ایکس و داسو فالکون ۹۰۰ تنها هواپیمایی هستند که از طراحی کانال S بهره می‌برند. 

## فهرست هواپیمای دارای کانال S
هواپیمایی که در حال حاضر تولید می‌شوند و دارای کانال S هستند: 
- داسو فالکون ۷ایکس
- داسو فالکون ۹۰۰
- داسو رافال
- یوروفایتر تایفون
- لاکهید مارتین اف-۳۵

هواپیمایی که قبلاً با کانال S تولید شده‌اند، اما دیگر در دست تولید نیست: 
- بوئینگ ۷۲۷
- داسو فالکون ۵۰
- اپیک ویکتوری
- هاوکر سیدلی تریدنت
- آی‌ای‌آی لاویی (کانال S معکوس)
- لاکهید ال-۱۰۱۱ تری‌استار
- لاکهید مارتین اف-۲۲ رپتور
- لاکهید وای‌اف-۲۲
- میگ ۱,۴۴
- نورثروپ گرومی بی-۲ اسپیریت
- نورثروپ وای‌اف-۲۳ (کانال S معکوس، با دریافت در زیر و نازل در قسمت بالای بدنه)
- شورت اس‌سی.۱
- سوخو-۴۷
- توپولف تو-۱۵۴
- توپولف تو-۱۵۴ ام
- یاکوولف یاک-۴۰
- یاکوولف یاک-۴۲

بوئینگ ۷۴۷-۳۰۰ سه‌موتوره نیز با کانال S طراحی شده بود اما هرگز ساخته نشده است. با طرح S-duct طراحی شده اما هرگز تولید نشد. (نکته: این هواپیما را نباید با بوئینگ ۷۴۷-۳۰۰ اشتباه گرفت.) 